# Malouetia

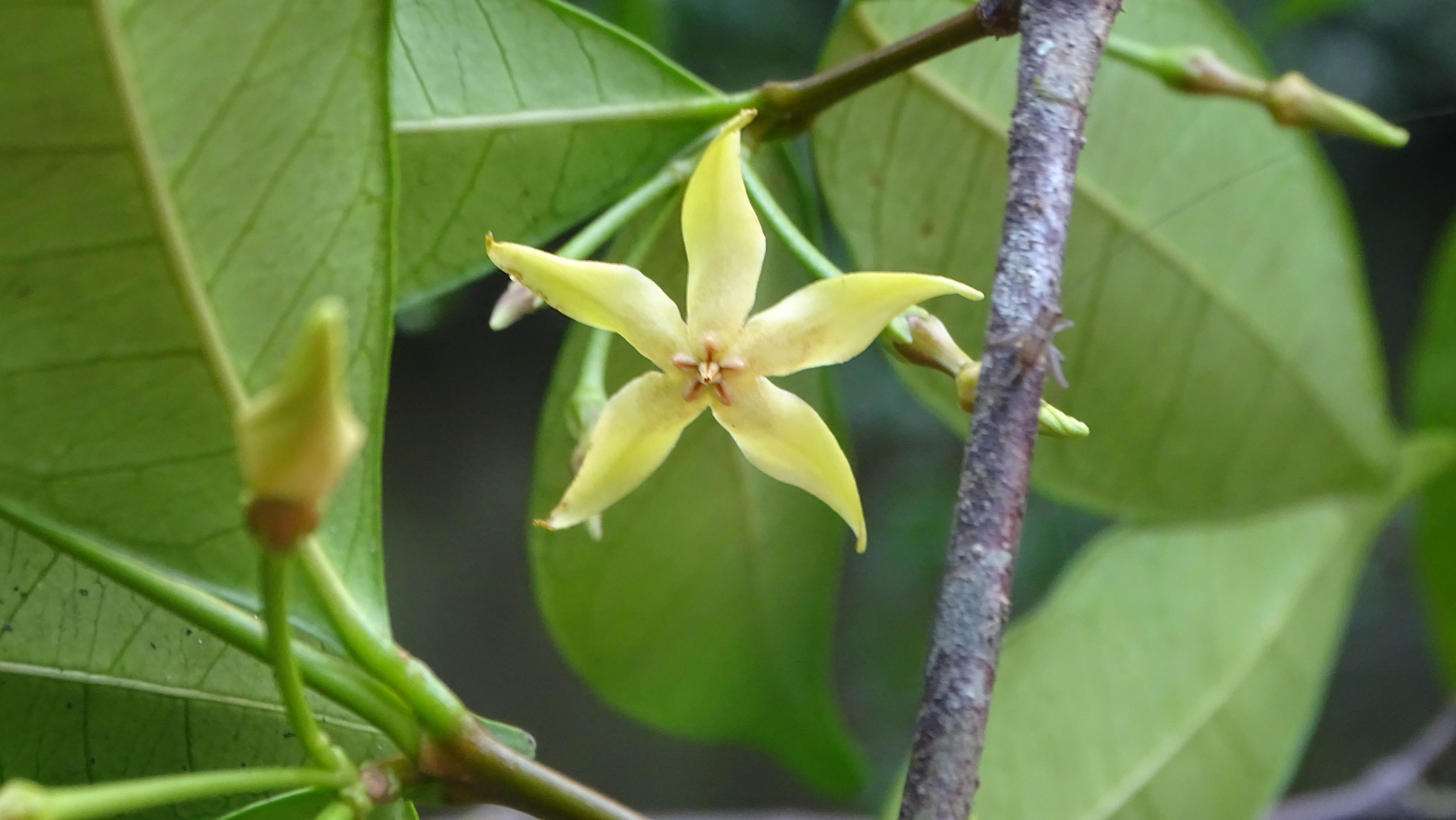
Flor de Malouetia tamaquarina en el borde del arroyo Mataroni (Regina, Guyana)

Malouetia es un género de fanerógamas de la familia Apocynaceae. Contiene unas 80 especies. Es originario de los trópicos de América y África.

## Descripción
Son arbustos a árboles grandes con látex lechoso. Hojas opuestas, generalmente con pequeños domacios en algunas axilas de la vena media; pecíolos con glándulas delgadas en las axilas. Inflorescencias en agregados umbeliformes axilares o terminales, de pocas a muchas flores. Cáliz con 5 glándulas pequeñas abaxialmente en la base; corola blanca a blanco-verdosa o color crema, infundibuliforme. Frutos compuesto por 2 folículos; semillas abruptamente diagonales en los extremos, la testa glabra o con solo unos cuantos pelos esparcidos o con un denso indumento de pelos largos.

## Taxonomía
El género fue descrito por Alphonse Pyrame de Candolle y publicado en Prodromus Systematis Naturalis Regni Vegetabilis 8: 378. 1844. La especie tipo es: Malouetia tamaquarina (Aubl.) A.DC.

## Especies seleccionadas
Lista de especies: ==
- Malouetia amazonica M.E.Endress
- Malouetia amplexicaulis Spruce ex Müll.Arg.
- Malouetia aquatica Markgr
- Malouetia arborea (Vell.) Miers
- Malouetia barbata J.Ploeg
- Malouetia bequaertiana Woodson
- Malouetia bubalina M.E.Endress
- Malouetia calva Markgr.
- Malouetia cuatrecasatis Woodson
- Malouetia cubana A.DC
- Malouetia duckei Markgr.
- Malouetia flavescens (Willd. ex Roem. & Schult.) Müll.Arg.
- Malouetia gentryi M.E.Endress
- Malouetia glandulifera Miers
- Malouetia gracilis (Benth.) A.DC.
- Malouetia gracillima Woodson
- Malouetia grandiflora Woodson
- Malouetia guatemalensis (Müll.Arg.) Standl.
- Malouetia heudelotii A.DC.
- Malouetia isthmica Markgr. ex A.H.Gentry
- Malouetia killipii Woodson
- Malouetia lata Markgr.
- Malouetia mildbraedii (Gilg & Stapf) J.Ploeg
- Malouetia molongo M.E.Endress
- Malouetia naias M.E.Endress
- Malouetia nitida Spruce ex Müll.Arg.
- Malouetia parvifolia Woodson
- Malouetia pubescens Markgr.
- Malouetia pumila M.E.Endress
- Malouetia quadricasarum Woodson
- Malouetia sessilis (Vell.) Müll.Arg.
- Malouetia tamaquarina (Aubl.) A.DC.
- Malouetia virescens Spruce ex Müll.Arg.